# Al-Qa'im
Al-Qa’im er en irakisk by, der ligger ca 400 km nordvest for Baghdad, nær grænsen til Syrien. Byen ligger ved floden Eufrat, i Al-Qa’im distrikt i Al Anbar provinsen, og har 150.000 indbyggere.

## Uran anlægget
Det påstås at der fra 1984 til 1990 blev raffineret uran i det såkaldte ”Kemiske Gødnings Kompleks” i Al-Qa’im. Det blev bygget i 1976, og begyndte i 1982 at forarbejde fosfor fra den nærliggende Akashat mine. Samme år blev det besluttet at bygge en facilitet til uran forarbejdning samme sted. Det belgiske firma Mebshem blev hyret til at bygge komplekset, der stod færdigt i 1984.
Komplekset blev totalt ødelagt af de amerikanske bombardementer under golfkrigen i 1991.

## Al-Qa’im under Irak krigen
Under Irak krigen har Al-Qa’im været central for både de irakiske oprørere og de amerikanske styrker. Det amerikanske militær ansker Al-Qa’im for at være et brohoved for udenlandske militante islamister, der vil slutte sig til de irakiske oprørere, og byen har derfor fået stor strategisk betydning.
I november 2003 gennemførte det amerikanske 3d Armored Cavalry Regiment Operation Rifles Blitz. Operationen delte byen op i tre sektorer, og alle huse blev gennemsøgt. Store mængder af våben og mange mistænkte oprørere blev sikret, men operationen gav også anledning til vrede, blandt Al-Qa’ims indbyggere, fordi den forhindrede fejringen af ramadanen.
I marts 2004 overgik ansvaret for området fra 3d Armored Cavalry Regiment til 7. Marine Division fra det amerikanske marinekorps, der skulle kontrollere området til september 2004. Kort efter overdragelsen begyndte en bølge af uroligheder i Irak.
I april 2004 eskalerede urolighederne i Al-Qa’im. 17. april blev det til en større træfning i den nærliggende by Husaybah, hvor hele divisionen var involveret i kampe mod irakiske oprørere og udenlandske militante islamister. Fem marine infanterister og anslået 80 oprørere blev dræbt.
7. april 2005 tog de irakiske oprørere kontrollen over Al-Qa’im, og tvang det lokale politi og irakiske soldater til at rømme byen. Marinesoldater forsøgte flere gange at generobre byen, men uden held.
Al-Qa’im er stadig i 2006 kontrolleret af oprørerne, der har indført et Taleban lignende styre i byen, som det i Haditha og har banlyst vestligt musik, tøj og frisurer. 
I september 2005 stod der uden for byen et skilt med teksten: ”Velkommen til den Islamiske Republik Qa’im”. 

## Efter krigen i Irak
Al-Qa’im var under kontrol af den islamiske stat i Irak og Levanten fra august 2014 til november 2017. I november 2014 oplyste ubekræftede rapporter at IS-kalif Abu Bakr al-Baghdadi opholdt sig i byen, og et amerikansk luftangreb sårede ham alvorligt.
Den 7. december 2016 efterlod et irakisk luftangreb på byen 100 døde civile og IS-krigere. Yderligere mere end 100 blev sårede.
I november 2017 var Al-Qa’im en af de sidste byer, der stadig var under kontrol af IS. I den vestlige irak-kampagne (2017-nu) trængte den irakiske regering frem syd for byen og havde i slutningen af oktober nået bygrænsen. De gik hæren ind i Al-Qaim den 3. november 2017.